# دهستان زهان
زهان دهستانی در بخش زهان شهرستان زیرکوه استان خراسان جنوبی ایران است. بر پایه سرشماری عمومی نفوس و مسکن در سال ۱۳۹۰ جمعیت این دهستان ۵۰۵۸ نفر (در ۱۴۳۱ خانوار) بوده است.